# Uri Gavriel
Uri Gavriel (în ebraică אורי גבריאל; n. 3 aprilie 1955, Magdiel⁠(d), Districtul Central, Israel) este un actor israelian de teatru, film și televiziune. A primit Premiul Ophir și cel al Festivalului Internațional de Film de la Karlovy Vary în 2005 ca cel mai bun actor în filmul Eize Makom Nifla. În 2018, a apărut ca Filip apostolul în filmul lui Helen Edmundson, Maria Magdalena.

## Biografie
Gavriel s-a născut în Magdiel⁠(d), Israel, din părinți imigranți din Irak.

## Filmografie
| An           | Titlu                             | Rol                 | Note                                   |
| ------------ | --------------------------------- | ------------------- | -------------------------------------- |
| 1983         | Hanna K.⁠(d)                       | Airport Barman      |                                        |
| 1986         | The Delta Force⁠(d)                | Jamil Rafai         |                                        |
| 1991         | The Human Shield⁠(d)               | Tanzi               |                                        |
| 1991         | The Finest Hour⁠(d)                | Enemy Commander     |                                        |
| 1992         | Sipurei Tel-Aviv                  | Roshko              |                                        |
| 1993         | Prison Heat                       | Saladin             |                                        |
| 1993         | American Cyborg: Steel Warrior⁠(d) | Leech Leader        |                                        |
| 1993         | The Mummy Lives                   | Tomb Guard          |                                        |
| 1993         | Deadly Heroes⁠(d)                  | Captain Abou        |                                        |
| 1995         | Holeh Ahava beShikun Gimmel       | Eliahu              |                                        |
| 2000         | Delta Force One: The Lost Patrol  | Abu Nim             |                                        |
| 2001         | Kikar HaHalomot                   | Aharon Gvardin      |                                        |
| 2004         | Avanim⁠(d)                         | Meir                |                                        |
| 2004         | The Syrian Bride⁠(d)               | Simon               |                                        |
| 2005         | What a Wonderful Place⁠(d)         | Franco              | Titlu original: Eize Makom Nifla       |
| 2007         | The Band's Visit⁠(d)               | Avrum               | Titlu original: Bikur Ha-Tizmoret      |
| 2007         | The Kingdom⁠(d)                    | Izz Al-Din          |                                        |
| 2007–2013    | The Arbitrator⁠(d)                 | Yigal Ha-Natzi      |                                        |
| 2008         | House of Saddam⁠(d)                | Ali Hassan Al-Majid | Miniserial HBO                         |
| 2009         | Noah's Ark                        | Eliahu              | Teivat Noach                           |
| 2010         | 71 Square Meters                  | Siman Tov           |                                        |
| 2010         | Asfur⁠(d)                          | Reuven Amoyal       |                                        |
| 2011         | Little Simico's Great Fantasy     | Jackie              |                                        |
| 2012         | The Dark Knight Rises             | Blind Prisoner      |                                        |
| 2012         | Byzantium                         | Savella             |                                        |
| 2013         | Ana Arabia⁠(d)                     | Hassan              |                                        |
| 2013–present | Beauty and the Baker⁠(d)           | Avi Dahari          |                                        |
| 2015         | Fauda                             | Gideon Avital       |                                        |
| 2016         | One Week and a Day⁠(d)             | Refael              |                                        |
| 2018         | Mary Magdalene⁠(d)                 | Philip              |                                        |
| 2019         | The Spy                           | Majid Sheikh Al-Ard | Miniserial Netflix                     |
| 2023         | The Cops⁠(d)                       | Oved Sharabi        | Serial TV. Titlu original:: Ha-Shotrim |